# Areias de Vilar
Areias de Vilar ist ein Ort und eine ehemalige Gemeinde (Freguesia) im nordportugiesischen Kreis Barcelos. Die Gemeinde hatte 1364 Einwohner (Stand 30. Juni 2011).
Im Zuge der Gebietsreform am 29. September 2013 wurden die Gemeinden Areias de Vilar und Encourados zur neuen Gemeinde União das Freguesias de Areias de Vilar e Encourados zusammengefasst. Areias de Vilar ist Sitz dieser neu gebildeten Gemeinde.